# Valegro
Valegro est un cheval hongre inscrit au stud-book du KWPN, né en 2002. Monté par la cavalière britannique Charlotte Dujardin, il participe à de nombreuses épreuves internationales de dressage, dont les Jeux équestres mondiaux et les Jeux olympiques, jusqu'à sa mise à la retraite en décembre 2016.

## Histoire
Valegro est la propriété d'un autre cavalier de dressage britannique, Carl Hester. Confié à Charlotte Dujardin, il fait partie de l'équipe qui a remporté l'or au championnat d'Europe de dressage à Rotterdam. Aux Jeux Olympiques de Londres en 2012, ils remportent à la fois la médaille d'or en individuel et celle par équipe. Le couple est à nouveau couronné d'or en individuel lors des Championnats du Monde de Normandie 2014 ainsi que lors des Championnats d'Europe de 2015 à Aix la Chapelle.
Le mardi 17 novembre 2015, Charlotte Dujardin a confirmé une idée soumise par Carl Hester en février dernier : ce hongre bai brun multi-médaillé devrait prendre sa retraite sportive après les Jeux olympiques de Rio l'été 2016. La mise à la retraite de Valegro a été officialisée lors de l'Olympia International Horse Show de Londres. Il fut applaudi par le peuple anglais lors de son dernier passage sur les carrières de dressage.

## Palmarès
Charlotte Dujardin et Valegro ont établi trois records en dressage :
- meilleure note en Reprise libre Musique : 93,975 %, le 17 décembre 2013 à Londres[4].
- meilleure note en Grand Prix : 85,942 %[4], le 22 août 2013.
- meilleure note en Grand Prix Spécial : 88,022 %[4], le 29 avril 2012.
- a de nouveau le record de la reprise libre en musique avec Charlotte Dujardin le mercredi 17 décembre 2014 avec 94,300 % à Londres

## Hommages
Une statue de ce cheval est installée à Newent en février 2021.